# Gymnusa brevicollis
Gymnusa brevicollis är en skalbaggsart som först beskrevs av Gustaf von Paykull 1800.  Gymnusa brevicollis ingår i släktet Gymnusa och familjen kortvingar. Arten är reproducerande i Sverige. Inga underarter finns listade i Catalogue of Life.